# Lista över matchresultat i Svenska Hockeyligan 2018/2019
Lista över matchresultat i grundserien av Svenska Hockeyligan 2018/2019. Ligan inleddes den 15 september 2018 och avslutad den 14 mars 2019.   
Tabell uppdaterad 14 mars 2019.

  
| Nr | Lag               | S  | V  | ÖV | ÖF | F  | GM  | IM  | MS  | P   |
| -- | ----------------- | -- | -- | -- | -- | -- | --- | --- | --- | --- |
| 1  | Färjestad BK      | 52 | 28 | 6  | 5  | 13 | 165 | 114 | +51 | 101 |
| 2  | Luleå HF          | 52 | 25 | 11 | 4  | 12 | 138 | 100 | +38 | 101 |
| 3  | Frölunda HC       | 52 | 24 | 8  | 4  | 16 | 152 | 134 | +18 | 92  |
| 4  | Djurgårdens IF    | 52 | 23 | 5  | 7  | 17 | 149 | 120 | +29 | 86  |
| 5  | Skellefteå AIK    | 52 | 19 | 10 | 7  | 16 | 142 | 124 | +18 | 84  |
| 6  | Malmö Redhawks    | 52 | 21 | 8  | 3  | 20 | 136 | 125 | +11 | 82  |
| 7  | Växjö Lakers (RM) | 52 | 22 | 3  | 10 | 17 | 123 | 120 | +3  | 82  |
| 8  | HV71              | 52 | 24 | 1  | 6  | 21 | 136 | 125 | +11 | 80  |
| 9  | Rögle BK          | 52 | 20 | 4  | 7  | 21 | 130 | 143 | −13 | 75  |
| 10 | Örebro HK         | 52 | 16 | 7  | 7  | 22 | 130 | 146 | −16 | 69  |
| 11 | Brynäs IF         | 52 | 17 | 2  | 14 | 19 | 116 | 145 | −29 | 69  |
| 12 | Linköping HC      | 52 | 15 | 8  | 6  | 23 | 130 | 143 | −13 | 67  |
| 13 | Mora IK           | 52 | 13 | 9  | 3  | 27 | 126 | 167 | −41 | 60  |
| 14 | Timrå IK (U)      | 52 | 10 | 5  | 4  | 33 | 115 | 182 | −67 | 44  |

## Matcher
Uppdaterad 14 mars 2019.
| 15 september 2018 - Linköping HC - Timrå IK 4 - 1 (2-1, 1-0, 1-0) Publik: 6348 Saab Arena - Mora IK - Örebro HK 2 - 4 (0-1, 1-2, 1-1) Publik: 4500 Jalas Arena - Frölunda HC - Djurgårdens IF 2 - 1 (0-0, 0-0, 2-1) Publik: 10314 Scandinavium - Färjestad BK - HV71 3 - 1 (0-0, 1-0, 2-1) Publik: 7232 Löfbergs Arena - Luleå HF - Brynäs IF 3 - 1 (0-1, 1-0, 2-0) Publik: 6220 Coop Norrbotten Arena - Skellefteå AIK - Rögle BK 5 - 1 (2-0, 1-1, 2-0) Publik: 4838 Skellefteå Kraft Arena 20 september 2018 - Färjestad BK - Skellefteå AIK 1 - 2 (1-0, 0-1, 0-0, 0-1) Publik: 4553 Löfbergs Arena - Luleå HF - Örebro HK 2 - 3 (0-0, 1-1, 1-1, 0-0, 0-1) Publik: 5527 Coop Norrbotten Arena - Mora IK - Malmö Redhawks 2 - 1 (0-0, 1-1, 0-0, 1-0) Publik: 3911 Jalas Arena - Brynäs IF - Frölunda HC 3 - 4 (2-2, 0-0, 1-1, 0-1) Publik: 5655 Gavlerinken Arena - Djurgårdens IF - Rögle BK 5 - 2 (2-1, 1-0, 2-1) Publik: 7197 Hovet, Johanneshov - Linköping HC - HV71 5 - 1 (2-0, 1-1, 2-0) Publik: 6185 Saab Arena - Timrå IK - Växjö Lakers 2 - 1 (1-0, 0-0, 1-1) Publik: 4224 NHK Arena 22 september 2018 - HV71 - Luleå HF 5 - 2 (2-1, 1-0, 2-1) Publik: 6490 Kinnarps Arena - Malmö Redhawks - Färjestad BK 4 - 1 (1-0, 1-1, 2-0) Publik: 6865 Malmö Arena - Frölunda HC - Mora IK 3 - 4 (0-0, 3-1, 0-3) Publik: 11222 Scandinavium - Skellefteå AIK - Timrå IK 3 - 2 (0-2, 0-0, 2-0, 1-0) Publik: 4308 Skellefteå Kraft Arena - Örebro HK - Djurgårdens IF 2 - 8 (1-2, 0-1, 1-5) Publik: 5500 Behrn Arena - Rögle BK - Brynäs IF 0 - 4 (0-1, 0-2, 0-1) Publik: 4904 Lindab Arena - Växjö Lakers - Linköping HC 0 - 1 (0-0, 0-0, 0-0, 0-1) Publik: 4765 Vida Arena 27 september 2018 - Luleå HF - Skellefteå AIK 3 - 5 (1-1, 0-2, 2-2) Publik: 6220 Coop Norrbotten Arena - Brynäs IF - Växjö Lakers 1 - 4 (0-1, 1-1, 0-2) Publik: 3749 Gavlerinken Arena - Örebro HK - Linköping HC 3 - 2 (0-0, 0-0, 2-2, 1-0) Publik: 4772 Behrn Arena - Djurgårdens IF - Mora IK 4 - 1 (1-0, 3-0, 0-1) Publik: 6057 Hovet, Johanneshov - Rögle BK - Frölunda HC 1 - 2 (0-1, 0-0, 1-0, 0-1) Publik: 3747 Lindab Arena - HV71 - Malmö Redhawks 0 - 1 (0-0, 0-1, 0-0) Publik: 6134 Kinnarps Arena - Timrå IK - Färjestad BK 1 - 0 (0-0, 0-0, 1-0) Publik: 3852 NHK Arena 29 september 2018 - Skellefteå AIK - HV71 2 - 3 (0-0, 0-2, 2-0, 0-0, 0-1) Publik: 4528 Skellefteå Kraft Arena - Linköping HC - Luleå HF 2 - 1 (0-0, 1-0, 1-1) Publik: 5490 Saab Arena - Malmö Redhawks - Djurgårdens IF 4 - 3 (2-2, 0-0, 1-1, 0-0, 1-0) Publik: 5877 Malmö Arena - Mora IK - Brynäs IF 3 - 2 (1-1, 1-0, 0-1, 1-0) Publik: 4500 Jalas Arena - Växjö Lakers - Örebro HK 2 - 3 (0-1, 2-0, 0-1, 0-0, 0-1) Publik: 4052 Vida Arena 2 oktober 2018 - Skellefteå AIK - Växjö Lakers 2 - 1 (1-0, 0-1, 1-0) Publik: 5510 Skellefteå Kraft Arena - Linköping HC - Brynäs IF 4 - 0 (3-0, 1-0, 0-0) Publik: 5012 Saab Arena - Malmö Redhawks - Frölunda HC 1 - 2 (1-0, 0-2, 0-0) Publik: 5236 Malmö Arena 4 oktober 2018 - Linköping HC - Mora IK 7 - 4 (2-1, 3-2, 2-1) Publik: 4283 Saab Arena - Luleå HF - Färjestad BK 3 - 0 (1-0, 1-0, 1-0) Publik: 4040 Coop Norrbotten Arena - Brynäs IF - Timrå IK 3 - 4 (0-2, 0-2, 3-0) Publik: 4219 Gavlerinken Arena - Rögle BK - Malmö Redhawks 1 - 2 (1-2, 0-0, 0-0) Publik: 5051 Lindab Arena - HV71 - Djurgårdens IF 1 - 3 (1-1, 0-1, 0-1) Publik: 6268 Kinnarps Arena - Växjö Lakers - Frölunda HC 1 - 0 (1-0, 0-0, 0-0) Publik: 4464 Vida Arena 6 oktober 2018 - Örebro HK - Malmö Redhawks 1 - 5 (1-1, 0-2, 0-2) Publik: 5192 Behrn Arena - Timrå IK - Mora IK 2 - 1 (0-0, 1-0, 0-1, 1-0) Publik: 4262 NHK Arena - Färjestad BK - Linköping HC 3 - 0 (1-0, 1-0, 1-0) Publik: 6544 Löfbergs Arena - Djurgårdens IF - Luleå HF 1 - 2 (0-0, 0-1, 1-0, 0-1) Publik: 7751 Hovet, Johanneshov - HV71 - Rögle BK 3 - 2 (1-0, 1-1, 1-1) Publik: 6246 Kinnarps Arena - Brynäs IF - Skellefteå AIK 3 - 1 (0-0, 2-0, 1-1) Publik: 4566 Gavlerinken Arena 11 oktober 2018 - Växjö Lakers - Malmö Redhawks 1 - 0 (1-0, 0-0, 0-0) Publik: 4079 Vida Arena - Luleå HF - Frölunda HC 2 - 3 (1-0, 0-2, 1-1) Publik: 4502 Coop Norrbotten Arena - Mora IK - Färjestad BK 4 - 3 (0-0, 2-1, 1-2, 0-0, 1-0) Publik: 3801 Jalas Arena - Rögle BK - Örebro HK 2 - 0 (1-0, 0-0, 1-0) Publik: 3439 Lindab Arena - Linköping HC - Timrå IK 4 - 2 (1-2, 2-0, 1-0) Publik: 4691 Saab Arena 13 oktober 2018 - Luleå HF - Rögle BK 3 - 1 (1-0, 1-0, 1-1) Publik: 5506 Coop Norrbotten Arena - Djurgårdens IF - Timrå IK 7 - 4 (2-2, 2-2, 3-0) Publik: 6939 Hovet, Johanneshov - Färjestad BK - Frölunda HC 3 - 4 (1-2, 2-2, 0-0) Publik: 8250 Löfbergs Arena - Malmö Redhawks - Växjö Lakers 2 - 1 (0-0, 0-1, 2-0) Publik: 6720 Malmö Arena - Mora IK - Skellefteå AIK 3 - 2 (1-0, 0-2, 1-0, 0-0, 1-0 Publik: 4115 Jalas Arena - HV71 - Örebro HK 3 - 1 (2-0, 0-0, 1-1) Publik: 6375 Kinnarps Arena 18 oktober 2018 - Skellefteå AIK - Djurgårdens IF 0 - 5 (0-2, 0-1, 0-2) Publik: 4149 Skellefteå Kraft Arena - Örebro HK - Färjestad BK 3 - 6 (1-1, 2-3, 0-2) Publik: 5500 Behrn Arena - Växjö Lakers - HV71 0 - 4 (0-1, 0-2, 0-1) Publik: 5548 Vida Arena - Malmö Redhawks - Brynäs IF 4 - 3 (1-0, 1-0, 1-3, 1-0) Publik: 5120 Malmö Arena - Timrå IK - Rögle BK 4 - 3 (2-1, 0-1, 1-1, 1-0) Publik: 4078 NHK Arena - Frölunda HC - Luleå HF 1 - 5 (1-0, 0-3, 0-2) Publik: 9328 Scandinavium 20 oktober 2018 - Luleå HF - Malmö Redhawks 3 - 1 (3-1, 0-0, 0-0) Publik: 5355 Coop Norrbotten Arena - Rögle BK - Timrå IK 3 - 1 (2-0, 0-0, 1-1) Publik: 3883 Lindab Arena - Frölunda HC - HV71 4 - 1 (1-1, 2-0, 1-0) Publik: 11079 Scandinavium - Färjestad BK - Djurgårdens IF 4 - 3 (1-0, 0-1, 3-2) Publik: 7344 Löfbergs Arena - Mora IK - Växjö Lakers 1 - 4 (0-2, 1-0, 0-2) Publik: 4123 Jalas Arena - Brynäs IF - Örebro HK 3 - 2 (0-0, 1-1, 2-1) Publik: 4312 Gavlerinken Arena 21 oktober 2018 - Linköping HC - Skellefteå AIK 2 - 1 (0-0, 1-1, 0-0, 1-0) Publik: 6044 Saab Arena 23 oktober 2018 - Linköping HC - Frölunda HC 4 - 3 (2-2, 0-0, 1-1, 1-0) Publik: 5280 Saab Arena 24 oktober 2018 - Djurgårdens IF - Brynäs IF 1 - 2 (0-2, 0-0, 1-0) Publik: 7178 Hovet, Johanneshov 25 oktober 2018 - Skellefteå AIK - Frölunda HC 2 - 3 (2-0, 0-1, 0-1, 0-0, 0-1) Publik: 3770 Skellefteå Kraft Arena - Örebro HK - Timrå IK 5 - 1 (1-1, 3-0, 1-0) Publik: 4692 Behrn Arena - Växjö Lakers - Luleå HF 3 - 2 (0-1, 1-0, 1-1, 1-0) Publik: 4297 Vida Arena - Färjestad BK - Rögle BK 5 - 2 (2-1, 2-1, 1-0) Publik: 6089 Löfbergs Arena - HV71 - Mora IK 2 - 5 (2-3, 0-2, 0-0) Publik: 6229 Kinnarps Arena - Malmö Redhawks - Linköping HC 3 - 2 (1-1, 0-0, 1-1, 0-0, 1-0) Publik: 4776 Malmö Arena 27 oktober 2018 - Malmö Redhawks - Frölunda HC 5 - 3 (2-1, 0-2, 3-0) Publik: 6681 Malmö Arena - Örebro HK - Skellefteå AIK 4 - 3 (0-2, 2-0, 2-1) Publik: 5154 Behrn Arena - Djurgårdens IF - Växjö Lakers 2 - 0 (0-0, 0-0, 2-0) Publik: 7063 Hovet, Johanneshov - Rögle BK - Linköping HC 3 - 2 (1-1, 1-0, 1-1) Publik: 3597 Lindab Arena - Timrå IK - HV71 2 - 1 (1-0, 0-0, 1-1) Publik: 4211 NHK Arena - Luleå HF - Mora IK 2 - 1 (1-0, 0-0, 1-1) Publik: 4763 Coop Norrbotten Arena - Brynäs IF - Färjestad BK 0 - 6 (0-3, 0-2, 0-1) Publik: 6648 Gavlerinken Arena 30 oktober 2018 - Skellefteå AIK - Malmö Redhawks 2 - 4 (0-0, 1-2, 1-2) Publik: 4216 Skellefteå Kraft Arena - Mora IK - Rögle BK 1 - 3 (1-1, 0-1, 0-1) Publik: 4172 Jalas Arena - Växjö Lakers - Färjestad BK 3 - 2 (1-0, 2-1, 0-1) Publik: 4791 Vida Arena - Linköping HC - Djurgårdens IF 3 - 4 (0-0, 2-1, 1-2, 0-0, 0-1) Publik: 8300 Saab Arena - HV71 - Brynäs IF 4 - 1 (1-1, 3-0, 0-0) Publik: 6385 Kinnarps Arena - Timrå IK - Luleå HF 3 - 5 (0-3, 2-2, 1-0) Publik: 4424 NHK Arena - Frölunda HC - Örebro HK 2 - 1 (1-0, 0-1, 1-0) Publik: 7253 Scandinavium 1 november 2018 - Luleå HF - Timrå IK 3 - 2 (0-2, 3-0, 0-0) Publik: 5765 Coop Norrbotten Arena - Örebro HK - HV71 5 - 1 (1-0, 3-1, 1-0) Publik: 4965 Behrn Arena - Brynäs IF - Mora IK 5 - 3 (1-1, 1-1, 3-1) Publik: 5039 Gavlerinken Arena - Djurgårdens IF - Linköping HC 2 - 1 (1-0, 0-0, 1-1) Publik: 6807 Hovet, Johanneshov - Rögle BK - Växjö Lakers 6 - 3 (1-0, 3-2, 2-1) Publik: 4346 Lindab Arena - Färjestad BK - Skellefteå AIK 2 - 3 (2-0, 0-1, 0-1, 0-1) Publik: 6667 Löfbergs Arena - Frölunda HC - Malmö Redhawks 3 - 0 (2-0, 0-0, 1-0) Publik: 8485 Scandinavium 3 november 2018 - Djurgårdens IF - Rögle BK 1 - 2 (1-0, 0-1, 0-1) Publik: 7006 Hovet, Johanneshov - Växjö Lakers - Mora IK 6 - 1 (3-1, 2-0, 1-0) Publik: 4120 Vida Arena - Färjestad BK - Malmö Redhawks 4 - 1 (0-0, 2-1, 2-0) Publik: 6842 Löfbergs Arena - HV71 - Timrå IK 5 - 0 (0-0, 4-0, 1-0) Publik: 6231 Kinnarps Arena - Frölunda HC - Linköping HC 4 - 1 (0-0, 1-0, 3-1) Publik: 12044 Scandinavium - Skellefteå AIK - Luleå HF 0 - 1 (0-1, 0-0, 0-0) Publik: 5801 Skellefteå Kraft Arena - Örebro HK - Brynäs IF 0 - 1 (0-0, 0-0, 0-1) Publik: 5500 Behrn Arena 13 november 2018 - Luleå HF - HV71 3 - 2 (1-0, 1-1, 0-1, 0-0, 1-0) Publik: 4710 Coop Norrbotten Arena - Mora IK - Örebro HK 2 - 1 (0-1, 0-0, 1-0, 1-0) Publik: 4012 Jalas Arena - Rögle BK - Färjestad BK 2 - 3 (1-1, 1-0, 0-1, 0-0, 0-1) Publik: 4411 Lindab Arena - Linköping HC - Växjö Lakers 1 - 3 (0-1, 1-1, 0-1) Publik: 5482 Saab Arena - Timrå IK - Djurgårdens IF 3 - 6 (1-4, 1-0, 1-2) Publik: 3884 NHK Arena - Malmö Redhawks - Brynäs IF 4 - 3 (0-1, 2-0, 1-2, 1-0) Publik: 9199 Malmö Arena - Frölunda HC - Skellefteå AIK 2 - 3 (0-1, 1-1, 1-1) Publik: 9126 Scandinavium 15 november 2018 - Skellefteå AIK - Malmö Redhawks 9 - 0 (1-0, 2-0, 6-0) Publik: 4170 Skellefteå Kraft Arena - Örebro HK - Rögle BK 1 - 4 (0-1, 1-1, 0-2) Publik: 4779 Behrn Arena - Brynäs IF - Färjestad BK 2 - 3 (1-0, 1-2, 0-0, 0-1) Publik: 4519 Gavlerinken Arena - Djurgårdens IF - Frölunda HC 3 - 4 (1-0, 1-2, 1-1, 0-0, 0-1) Publik: 7872 Hovet, Johanneshov - Växjö Lakers - Luleå HF 2 - 1 (1-0, 1-0, 0-1) Publik: 4204 Vida Arena - HV71 - Linköping HC 1 - 3 (1-0, 0-2, 0-1) Publik: 6430 Kinnarps Arena - Timrå IK - Mora IK 4 - 3 (2-1, 1-1, 1-1) Publik: 3518 NHK Arena 17 november 2018 - Rögle BK - Mora IK 4 - 1 (1-0, 0-1, 3-0) Publik: 4468 Lindab Arena - Färjestad BK - Växjö Lakers 4 - 3 (1-1, 0-2, 2-0, 1-0) Publik: 7102 Löfbergs Arena - Linköping HC - Örebro HK 3 - 4 (1-1, 2-1, 0-1, 0-1) Publik: 6282 Saab Arena - Skellefteå AIK - HV71 4 - 3 (0-1, 2-1, 1-1, 0-0, 1-0) Publik: 4641 Skellefteå Kraft Arena - Brynäs IF - Djurgårdens IF 2 - 0 (0-0, 0-0, 2-0) Publik: 7724 Gavlerinken Arena 18 november 2018 - Malmö Redhawks - Timrå IK 4 - 1 (0-0, 2-0, 2-1) Publik: 5682 Malmö Arena 22 november 2018 - Mora IK - Malmö Redhawks 2 - 3 (1-0, 1-0, 0-2, 0-0, 0-1) Publik: 3695 Jalas Arena - Örebro HK - Luleå HF 2 - 3 (0-1, 1-1, 1-1) Publik: 5003 Behrn Arena - Växjö Lakers - Djurgårdens IF 4 - 3 (0-1, 2-0, 1-2, 1-0) Publik: 5003 Vida Arena - Linköping HC - Rögle BK 2 - 3 (0-0, 1-1, 1-2) Publik: 5006 Saab Arena - HV71 - Brynäs IF 1 - 2 (1-1, 0-0, 0-1) Publik: 6410 Kinnarps Arena - Timrå IK - Skellefteå AIK 3 - 5 (1-1, 0-3, 2-1) Publik: 3923 NHK Arena 23 november 2018 - Frölunda HC - Färjestad BK 4 - 1 (2-0, 0-1, 2-0) Publik: 12044 Scandinavium 24 november 2018 - Djurgårdens IF - Örebro HK 4 - 1 (2-0, 2-0, 0-1) Publik: 7167 Hovet, Johanneshov - Växjö Lakers - Skellefteå AIK 4 - 2 (1-1, 1-1, 2-0) Publik: 5043 Vida Arena - Timrå IK - Rögle BK 4 - 2 (3-0, 1-2, 0-0) Publik: 3517 NHK Arena - Färjestad BK - Frölunda HC 3 - 1 (1-0, 1-0, 1-1) Publik: 8250 Löfbergs Arena - Malmö Redhawks - HV71 2 - 1 (1-0, 0-1, 0-0, 0-0, 1-0) Publik: 8112 Malmö Arena - Mora IK - Linköping HC 1 - 2 (0-1, 1-0, 0-1) Publik: 3897 Jalas Arena - Brynäs IF - Luleå HF 3 - 4 (1-0, 1-3, 1-0, 0-0, 0-1) Publik: 6266 Gavlerinken Arena 27 november 2018 - Frölunda HC - Rögle BK 1 - 2 (1-1, 0-0, 0-1) Publik: 9427 Scandinavium 28 november 2018 - Växjö Lakers - Örebro HK 3 - 2 (1-0, 1-1, 1-1) Publik: 3916 Vida Arena - Färjestad BK - Timrå IK 2 - 1 (1-0, 1-1, 0-0) Publik: 6093 Löfbergs Arena 29 november 2018 - Luleå HF - Linköping HC 2 - 1 (0-1, 0-0, 1-0, 0-0, 1-0) Publik: 4802 Coop Norrbotten Arena - Skellefteå AIK - Mora IK 2 - 0 (1-0, 0-0, 1-0) Publik: 3763 Skellefteå Kraft Arena - Rögle BK - HV71 0 - 1 (0-0, 0-0, 0-1) Publik: 4378 Lindab Arena - Frölunda HC - Brynäs IF 1 - 0 (0-0, 0-0, 0-0, 1-0) Publik: 9031 Scandinavium 1 december 2018 - Rögle BK - Luleå HF 2 - 3 (1-1, 0-1, 1-0, 0-0, 0-1) Publik: 4052 Lindab Arena - Linköping HC - Malmö Redhawks 4 - 3 (0-2, 2-0, 2-1) Publik: 5551 Saab Arena - Timrå IK - Örebro HK 2 - 1 (0-1, 1-0, 0-0, 1-0) Publik: 3768 NHK Arena - HV71 - Växjö Lakers 4 - 2 (2-0, 1-1, 1-1) Publik: 7000 Kinnarps Arena - Skellefteå AIK - Brynäs IF 0 - 2 (0-1, 0-0, 0-1) Publik: 4534 Skellefteå Kraft Arena - Mora IK - Frölunda HC 3 - 0 (2-0, 0-0, 1-0) Publik: 4211 Jalas Arena - Djurgårdens IF - Färjestad BK 2 - 3 (2-0, 0-1, 0-2) Publik: 8098 Hovet, Johanneshov 6 december 2018 - Brynäs IF - Linköping HC 2 - 5 (1-1, 1-3, 0-1) Publik: 5031 Gavlerinken Arena - Djurgårdens IF - Skellefteå AIK 3 - 2 (0-0, 2-2, 0-0, 1-0) Publik: 6646 Hovet, Johanneshov - Växjö Lakers - Timrå IK 2 - 1 (0-0, 0-0, 2-1) Publik: 4002 Vida Arena - Färjestad BK - Luleå HF 1 - 0 (1-0, 0-0, 0-0) Publik: 7119 Löfbergs Arena - Malmö Redhawks - Rögle BK 2 - 1 (0-0, 1-1, 0-0, 0-0, 1-0) Publik: 11650 Malmö Arena - Örebro HK - Frölunda HC 7 - 1 (1-0, 4-1, 2-0) Publik: 5347 Behrn Arena - HV71 - Mora IK 6 - 0 (1-0, 2-0, 3-0) Publik: 6448 Kinnarps Arena 8 december 2018 - Rögle BK - Skellefteå AIK 4 - 1 (2-0, 0-0, 2-1) Publik: 4061 Lindab Arena - Linköping HC - Färjestad BK 0 - 1 (0-1, 0-0, 0-0) Publik: 7776 Saab Arena - Frölunda HC - Växjö Lakers 1 - 0 (0-0, 0-0, 0-0, 0-0, 1-0) Publik: 12044 Scandinavium - Luleå HF - Djurgårdens IF 4 - 1 (0-1, 2-0, 2-0) Publik: 6220 Coop Norrbotten Arena - Mora IK - HV71 2 - 1 (2-0, 0-1, 0-0) Publik: 3570 Jalas Arena - Örebro HK - Malmö Redhawks 1 - 3 (0-0, 0-1, 1-2) Publik: 5341 Behrn Arena - Brynäs IF - Timrå IK 5 - 1 (1-0, 1-1, 3-0) Publik: 6022 Gavlerinken Arena 19 december 2018 - Luleå HF - Mora IK 5 - 2 (1-0, 2-0, 2-2) Publik: 5359 Coop Norrbotten Arena - Skellefteå AIK - Linköping HC 6 - 2 (2-0, 2-2, 2-0) Publik: 3719 Skellefteå Kraft Arena - Rögle BK - Brynäs IF 0 - 4 (0-2, 0-2, 0-0) Publik: 4783 Lindab Arena - Växjö Lakers - Malmö Redhawks 3 - 1 (0-0, 1-1, 2-0) Publik: 4245 Vida Arena - Färjestad BK - Örebro HK 4 - 3 (0-3, 0-0, 3-0, 1-0) Publik: 5923 Löfbergs Arena - Timrå IK - Frölunda HC 2 - 4 (0-0, 1-1, 1-3) Publik: 3531 NHK Arena - Djurgårdens IF - HV71 3 - 2 (0-1, 1-1, 1-0, 1-0) Publik: 6782 Hovet, Johanneshov 21 december 2018 - Örebro HK - Skellefteå AIK 2 - 4 (1-0, 1-1, 0-3) Publik: 4896 Behrn Arena - Mora IK - Djurgårdens IF 3 - 2 (0-1, 1-1, 1-0, 0-0, 1-0) Publik: 4301 Jalas Arena - Brynäs IF - Växjö Lakers 3 - 1 (1-1, 1-0, 1-0) Publik: 4592 Gavlerinken Arena - HV71 - Färjestad BK 4 - 3 (1-1, 1-1, 2-1) Publik: 6865 Kinnarps Arena - Malmö Redhawks - Luleå HF 4 - 0 (2-0, 1-0, 1-0) Publik: 6488 Malmö Arena - Frölunda HC - Timrå IK 3 - 2 (2-0, 1-1, 0-1) Publik: 8376 Scandinavium 26 december 2018 - Djurgårdens IF - HV71 0 - 2 (0-1, 0-0, 0-1) Publik: 13574 Hovet, Johanneshov - Färjestad BK - Växjö Lakers 3 - 2 (0-1, 1-1, 2-0) Publik: 8250 Löfbergs Arena - Timrå IK - Brynäs IF 3 - 2 (1-0, 0-1, 1-1, 1-0) Publik: 5513 NHK Arena - Malmö Redhawks - Linköping HC 2 - 3 (0-1, 1-1, 1-0, 0-1) Publik: 6725 Malmö Arena - Frölunda HC - Luleå HF 5 - 3 (1-1, 2-2, 2-0) Publik: 11279 Scandinavium - Mora IK - Skellefteå AIK 3 - 1 (2-1, 0-0, 1-0) Publik: 4390 Jalas Arena - Örebro HK - Rögle BK 5 - 3 (2-1, 0-1, 3-1) Publik: 5049 Behrn Arena 28 december 2018 - Luleå HF - Timrå IK 1 - 2 (1-0, 0-0, 0-1, 0-1) Publik: 6220 Coop Norrbotten Arena - Skellefteå AIK - Frölunda HC 3 - 5 (0-2, 2-1, 1-2) Publik: 5743 Skellefteå Kraft Arena - Brynäs IF - Örebro HK 3 - 4 (1-3, 2-0, 0-0, 0-1) Publik: 7194 Gavlerinken Arena - Rögle BK - Djurgårdens IF 2 - 1 (0-0, 1-0, 0-1, 1-0) Publik: 5007 Lindab Arena - Växjö Lakers - Mora IK 5 - 2 (3-1, 1-0, 1-1) Publik: 5095 Vida Arena - Linköping HC - Färjestad BK 5 - 4 (1-0, 3-2, 1-2) Publik: 8300 Saab Arena - HV71 - Malmö Redhawks 3 - 1 (0-1, 0-0, 3-0) Publik: 7000 Malmö Arena 30 december 2018 - Mora IK - Luleå HF 4 - 7 (1-1, 1-2, 2-4) Publik: 4500 Jalas Arena - Örebro HK - HV71 1 - 3 (1-0, 0-2, 0-1) Publik: 5419 Behrn Arena - Djurgårdens IF - Växjö Lakers 4 - 2 (1-1, 0-0, 3-1) Publik: 7678 Hovet, Johanneshov - Färjestad BK - Brynäs IF 3 - 4 (1-2, 1-0, 1-1, 0-0, 0-1) Publik: 8250 Löfbergs Arena - Timrå IK - Linköping HC 3 - 4 (1-0, 1-2, 1-2) Publik: 4263 NHK Arena - Malmö Redhawks - Skellefteå AIK 3 - 2 (1-0, 0-0, 2-2) Publik: 6371 Malmö Arena - Frölunda HC - Rögle BK 2 - 3 (2-1, 0-1, 0-0, 0-1) Publik: 10331 Scandinavium 5 januari 2019 - Luleå HF - Växjö Lakers 2 - 3 (0-1, 2-1, 0-1) Publik: 5605 Coop Norrbotten Arena - Malmö Redhawks - Örebro HK 2 - 3 (2-1, 0-2, 0-0) Publik: 5636 Malmö Arena - Frölunda HC - Timrå IK 4 - 5 (1-1, 2-1, 1-3) Publik: 9824 Scandinavium - Linköping HC - HV71 4 - 3 (0-0, 3-3, 0-0, 1-0) Publik: 8300 Saab Arena - Skellefteå AIK - Färjestad BK 4 - 2 (0-1, 1-1, 3-0) Publik: 4450 Skellefteå Kraft Arena - Mora IK - Djurgårdens IF 5 - 3 (2-0, 2-2, 1-1) Publik: 4421 Jalas Arena - Brynäs IF - Rögle BK 1 - 4 (1-1, 0-1, 0-2) Publik: 5382 Gavlerinken Arena 10 januari 2019 - Skellefteå AIK - Djurgårdens IF 1 - 3 (1-2, 0-0, 0-1) Publik: 3924 Skellefteå Kraft Arena - Brynäs IF - Frölunda HC 2 - 1 (0-1, 1-0, 0-0, 1-0) Publik: 4916 Gavlerinken Arena - Rögle BK - Malmö Redhawks 6 - 4 (1-2, 2-1, 3-1) Publik: 5051 Lindab Arena - Växjö Lakers - Timrå IK 3 - 2 (1-0, 2-1, 0-1) Publik: 3930 Vida Arena - Linköping HC - Mora IK 2 - 4 (1-1, 0-2, 1-1) Publik: 5502 Saab Arena - HV71 - Färjestad BK 3 - 2 (0-0, 2-1, 1-1) Publik: 6409 Kinnarps Arena - Luleå HF - Örebro HK 4 - 2 (1-1, 1-1, 2-0) Publik: 4509 Coop Norrbotten Arena 12 januari 2019 - Örebro HK - Luleå HF 1 - 2 (0-1, 1-0, 0-1) Publik: 5182 Behrn Arena - Djurgårdens IF - Linköping HC 6 - 3 (2-1, 2-0, 2-2) Publik: 8094 Hovet, Johanneshov - Rögle BK - HV71 1 - 3 (0-0, 1-1, 0-2) Publik: 4903 Lindab Arena - Växjö Lakers - Brynäs IF 3 - 2 (1-0, 0-2, 1-0, 1-0) Publik: 5750 Vida Arena - Mora IK - Frölunda HC 2 - 3 (0-1, 2-2, 0-0) Publik: 4381 Jalas Arena - Färjestad BK - Malmö Redhawks 3 - 1 (2-1, 0-0, 1-0) Publik: 8187 Löfbergs Arena - Timrå IK - Skellefteå AIK 4 - 6 (1-2, 2-2, 1-2) Publik: 5211 NHK Arena 17 januari 2019 - Skellefteå AIK - Växjö Lakers 3 - 0 (1-0, 1-0, 1-0) Publik: 3750 Skellefteå Kraft Arena - Mora IK - Rögle BK 4 - 1 (2-1, 1-0, 1-0) Publik: 3879 Jalas Arena - Linköping HC - Örebro HK 5 - 4 (2-3, 2-0, 0-1, 1-0) Publik: 4623 Saab Arena - HV71 - Luleå HF 0 - 4 (0-1, 0-2, 0-1) Publik: 6166 Kinnarps Arena - Frölunda HC - Färjestad BK 0 - 3 (0-0, 0-1, 0-2) Publik: 10560 Scandinavium 18 januari 2019 - Brynäs IF - Djurgårdens IF 1 - 2 (1-1, 0-1, 0-0) Publik: 6616 Gavlerinken Arena 19 januari 2019 - Luleå HF - Färjestad BK 4 - 5 (2-1, 1-1, 1-2, 0-0, 0-1) Publik: 6220 Coop Norrbotten Arena - Örebro HK - Mora IK 1 - 2 (0-0, 0-1, 1-0, 0-1) Publik: 5038 Behrn Arena - Rögle BK - Linköping HC 1 - 3 (0-0, 0-2, 1-1) Publik: 4340 Lindab Arena - HV71 - Skellefteå AIK 1 - 3 (1-1, 0-1, 0-1) Publik: 6640 Kinnarps Arena - Timrå IK - Malmö Redhawks 3 - 4 (0-1, 1-0, 2-2, 0-1) Publik: 4287 NHK Arena - Växjö Lakers - Frölunda HC 3 - 4 (0-1, 0-2, 3-0, 0-1) Publik: 5750 Vida Arena - Djurgårdens IF - Brynäs IF 3 - 0 (1-0, 2-0, 0-0) Publik: 8094 Hovet, Johanneshov 22 januari 2019 - Malmö Redhawks - Djurgårdens IF 3 - 1 (0-0, 1-1, 2-0) Publik: 5941 Malmö Arena 23 januari 2019 - Örebro HK - Växjö Lakers 4 - 2 (1-2, 2-0, 1-0) Publik: 4567 Behrn Arena - Färjestad BK - Rögle BK 4 - 6 (2-2, 1-0, 1-4) Publik: 6511 Löfbergs Arena 24 januari 2019 - Luleå HF - Skellefteå AIK 2 - 3 (0-0, 1-3, 1-0) Publik: 6220 Coop Norrbotten Arena - Mora IK - Timrå IK 0 - 5 (0-1, 0-1, 0-3) Publik: 4003 Jalas Arena - Brynäs IF - HV71 2 - 3 (1-0, 0-1, 1-2) Publik: 4032 Gavlerinken Arena - Djurgårdens IF - Malmö Redhawks 2 - 3 (1-0, 0-1, 1-2) Publik: 6074 Hovet, Johanneshov - Linköping HC - Frölunda HC 2 - 3 (1-1, 1-1, 0-1) Publik: 5740 Saab Arena 26 januari 2019 - Malmö Redhawks - Mora IK 5 - 1 (1-0, 0-1, 4-0) Publik: 6283 Malmö Arena - Frölunda HC - Djurgårdens IF 1 - 6 (1-5, 0-0, 0-1) Publik: 11227 Scandinavium - Skellefteå AIK - Örebro HK 3 - 2 (1-0, 0-1, 1-1, 1-0) Publik: 5186 Skellefteå Kraft Arena - Rögle BK - Luleå HF 2 - 3 (0-0, 1-1, 1-1, 0-1) Publik: 4459 Lindab Arena - Brynäs IF - Linköping HC 4 - 1 (2-0, 1-0, 1-1) Publik: 5166 Gavlerinken Arena - HV71 - Växjö Lakers 4 - 2 (2-1, 1-1, 1-0) Publik: 7000 Kinnarps Arena - Timrå IK - Färjestad BK 2 - 5 (0-1, 1-0, 1-4) Publik: 3723 NHK Arena 29 januari 2019 - Örebro HK - Frölunda HC 4 - 3 (1-1, 2-1, 0-1, 1-0) Publik: 5160 Behrn Arena - Brynäs IF - Mora IK 1 - 4 (0-1, 1-1, 0-2) Publik: 3669 Gavlerinken Arena - Djurgårdens IF - Färjestad BK 3 - 2 (1-1, 1-0, 1-1) Publik: 7733 Hovet, Johanneshov - HV71 - Timrå IK 7 - 1 (3-1, 4-0, 0-0) Publik: 6114 Kinnarps Arena - Malmö Redhawks - Luleå HF 1 - 2 (0-1, 0-0, 1-0, 0-0, 0-1) Publik: 5376 Malmö Arena - Skellefteå AIK - Rögle BK 2 - 3 (1-0, 1-1, 0-1, 0-1) Publik: 3886 Skellefteå Kraft Arena - Växjö Lakers - Linköping HC 2 - 3 (2-1, 0-0, 0-1, 0-1) Publik: 4513 Vida Arena 31 januari 2019 - Luleå HF - Brynäs IF 2 - 3 (0-0, 1-3, 1-0) Publik: 5043 Coop Norrbotten Arena - Mora IK - HV71 2 - 3 (0-1, 1-1, 1-1) Publik: 3706 Jalas Arena - Färjestad BK - Örebro HK 7 - 1 (3-0, 2-0, 2-1) Publik: 6400 Löfbergs Arena - Timrå IK - Djurgårdens IF 4 - 5 (2-2, 1-1, 1-2) Publik: 3511 NHK Arena - Rögle BK - Växjö Lakers 2 - 1 (0-1, 0-0, 1-0, 1-0) Publik: 4243 Lindab Arena - Linköping HC - Skellefteå AIK 1 - 3 (0-1, 0-1, 1-1) Publik: 5233 Saab Arena 2 februari 2019 - Örebro HK - Timrå IK 3 - 2 (2-0, 1-1, 0-1) Publik: 5219 Behrn Arena - Brynäs IF - Malmö Redhawks 4 - 1 (2-0, 1-1, 1-0) Publik: 6023 Gavlerinken Arena - Färjestad BK - Mora IK 3 - 2 (0-0, 1-1, 2-1) Publik: 8209 Löfbergs Arena - Luleå HF - Djurgårdens IF 2 - 1 (2-0, 0-1, 0-0) Publik: 6106 Coop Norrbotten Arena - Skellefteå AIK - Linköping HC 2 - 4 (0-2, 2-1, 0-1) Publik: 4640 Skellefteå Kraft Arena - Växjö Lakers - Rögle BK 5 - 3 (2-1, 1-2, 2-0) Publik: 4821 Vida Arena - HV71 - Frölunda HC 5 - 3 (3-1, 0-2, 2-0) Publik: 7000 Kinnarps Arena 12 februari 2019 - Mora IK - Linköping HC 3 - 2 (0-0, 0-2, 2-0, 0-0, 1-0) Publik: 3670 Jalas Arena - Brynäs IF - Luleå HF 1 - 2 (0-1, 1-0, 0-0, 0-1) Publik: 4211 Gavlerinken Arena - Djurgårdens IF - Timrå IK 2 - 1 (0-0, 1-0, 0-1, 1-0) Publik: 6137 Hovet, Johanneshov - Rögle BK - Örebro HK 5 - 2 (1-2, 2-0, 2-0) Publik: 3851 Lindab Arena - HV71 - Skellefteå AIK 1 - 3 (0-1, 1-0, 0-2) Publik: 6657 Kinnarps Arena - Malmö Redhawks - Färjestad BK 5 - 6 (1-2, 2-3, 2-1) Publik: 5740 Malmö Arena - Frölunda HC - Växjö Lakers 4 - 3 (1-1, 2-1, 0-1, 0-0, 1-0) Publik: 9603 Scandinavium 14 februari 2019 - Luleå HF - Malmö Redhawks 5 - 1 (1-0, 1-1, 3-0) Publik: 4349 Coop Norrbotten Arena - Skellefteå AIK - Mora IK 3 - 4 (1-0, 2-0, 0-3, 0-1) Publik: 3889 Skellefteå Kraft Arena - Växjö Lakers - Brynäs IF 5 - 3 (2-1, 1-1, 2-1) Publik: 4514 Vida Arena - Linköping HC - Rögle BK 3 - 4 (1-0, 1-3, 1-1) Publik: 5121 Saab Arena - Timrå IK - Frölunda HC 1 - 5 (0-1, 1-2, 0-2) Publik: 3504 NHK Arena 15 februari 2019 - Färjestad BK - HV71 6 - 2 (1-1, 4-1, 1-0) Publik: 7129 Löfbergs Arena - Örebro HK - Djurgårdens IF 5 - 2 (2-0, 2-1, 1-1) Publik: 5500 Behrn Arena 16 februari 2019 - Malmö Redhawks - Växjö Lakers 3 - 1 (2-0, 0-1, 1-0) Publik: 7822 Malmö Arena - Frölunda HC - Skellefteå AIK 7 - 1 (5-0, 1-0, 1-1) Publik: 11660 Scandinavium - Mora IK - Luleå HF 1 - 2 (1-1, 0-0, 0-0, 0-1) Publik: 4011 Jalas Arena - Timrå IK - Brynäs IF 2 - 4 (1-0, 1-1, 0-3) Publik: 3927 NHK Arena - Djurgårdens IF - Örebro HK 0 - 2 (0-1, 0-0, 0-1) Publik: 6890 Hovet, Johanneshov - Färjestad BK - Linköping HC 3 - 0 (1-0, 1-0, 1-0) Publik: 7431 Löfbergs Arena 17 februari 2019 - HV71 - Rögle BK 2 - 3 (0-1, 1-0, 1-2) Publik: 6674 Kinnarps Arena 18 februari 2019 - Malmö Redhawks - Timrå IK 6 - 2 (1-0, 4-2, 1-0) Publik: 11459 Malmö Arena 20 februari 2019 - Örebro HK - Linköping HC 4 - 2 (2-2, 1-0, 1-0) Publik: 5172 Behrn Arena - Rögle BK - Färjestad BK 1 - 6 (0-3, 1-1, 0-2) Publik: 4938 Lindab Arena - Djurgårdens IF - Malmö Redhawks 2 - 1 (1-0, 1-0, 0-1) Publik: 5508 Hovet, Johanneshov 21 februari 2019 - Skellefteå AIK - Luleå HF 1 - 2 (0-1, 0-1, 1-0) Publik: 5439 Skellefteå Kraft Arena - Brynäs IF - HV71 2 - 4 (1-2, 1-1, 0-1) Publik: 4291 Gavlerinken Arena - Timrå IK - Växjö Lakers 1 - 5 (0-1, 0-3, 1-1) Publik: 5375 NHK Arena - Frölunda HC - Mora IK 4 - 2 (0-0, 2-1, 2-1) Publik: 8562 Scandinavium 23 februari 2019 - Rögle BK - Mora IK 5 - 1 (2-0, 0-0, 3-1) Publik: 4748 Lindab Arena - Färjestad BK - Timrå IK 1 - 0 (0-0, 0-0, 0-0, 1-0) Publik: 8250 Löfbergs Arena - Malmö Redhawks - Skellefteå AIK 0 - 2 (0-1, 0-0, 0-1) Publik: 6163 Malmö Arena - Linköping HC - Djurgårdens IF 2 - 3 (0-1, 2-1, 0-1) Publik: 7828 Saab Arena - Luleå HF - Frölunda HC 3 - 1 (1-0, 1-1, 1-0) Publik: 5678 Coop Norrbotten Arena - Örebro HK - Brynäs IF 3 - 1 (2-1, 0-0, 1-0) Publik: 5500 Behrn Arena - Växjö Lakers - HV71 3 - 2 (1-0, 1-1, 1-1) Publik: 5750 Vida Arena 26 februari 2019 - Luleå HF - Rögle BK 1 - 0 (0-0, 0-0, 0-0, 1-0) Publik: 4580 Coop Norrbotten Arena - Växjö Lakers - Djurgårdens IF 2 - 0 (0-0, 1-0, 1-0) Publik: 4761 Vida Arena - HV71 - Örebro HK 1 - 2 (0-1, 0-0, 1-1) Publik: 6331 Kinnarps Arena - Timrå IK - Linköping HC 1 - 3 (1-2, 0-0, 0-1) Publik: 3015 NHK Arena - Frölunda HC - Malmö Redhawks 4 - 2 (2-1, 1-1, 1-0) Publik: 8196 Scandinavium - Mora IK - Brynäs IF 6 - 1 (1-0, 0-1, 5-0) Publik: 4500 Jalas Arena - Skellefteå AIK - Färjestad BK 1 - 3 (1-1, 0-0, 0-2) Publik: 4425 Skellefteå Kraft Arena 28 februari 2019 - Frölunda HC - Örebro HK 4 - 1 (1-1, 0-0, 3-0) Publik: 9459 Scandinavium - Djurgårdens IF - Luleå HF 1 - 3 (0-1, 0-0, 1-2) Publik: 8094 Hovet, Johanneshov - Rögle BK - Timrå IK 2 - 5 (1-3, 1-0, 0-2) Publik: 4265 Lindab Arena - Linköping HC - Växjö Lakers 2 - 4 (0-2, 2-1, 0-1) Publik: 7005 Saab Arena - Malmö Redhawks - HV71 4 - 3 (2-1, 1-0, 1-2) Publik: 5637 Malmö Arena - Brynäs IF - Skellefteå AIK 3 - 4 (2-1, 0-1, 1-1, 0-0, 0-1) Publik: 4717 Gavlerinken Arena 1 mars 2019 - Mora IK - Färjestad BK 3 - 0 (1-0, 0-0, 2-0) Publik: 4500 Jalas Arena 2 mars 2019 - Örebro HK - Växjö Lakers 2 - 1 (0-0, 1-1, 0-0, 0-0, 1-0) Publik: 5345 Behrn Arena - Linköping HC - Malmö Redhawks 2 - 3 (2-0, 0-1, 0-2) Publik: 6812 Saab Arena - Timrå IK - Luleå HF 0 - 2 (0-1, 0-1, 0-0) Publik: 3896 NHK Arena - Skellefteå AIK - Brynäs IF 3 - 2 (1-2, 1-0, 0-0, 1-0) Publik: 5219 Skellefteå Kraft Arena - Färjestad BK - Mora IK 8 - 3 (4-1, 1-1, 3-1) Publik: 8211 Löfbergs Arena - Rögle BK - Frölunda HC 5 - 7 (1-1, 2-2, 2-4) Publik: 5014 Lindab Arena - HV71 - Djurgårdens IF 2 - 3 (0-3, 1-0, 1-0) Publik: 6890 Kinnarps Arena 5 mars 2019 - Djurgårdens IF - Skellefteå AIK 2 - 3 (0-1, 1-1, 1-0, 0-0, 0-1) Publik: 6187 Hovet, Johanneshov - Växjö Lakers - Rögle BK 4 - 1 (2-0, 1-0, 1-1) Publik: 4425 Vida Arena - Färjestad BK - Brynäs IF 4 - 1 (2-0, 2-1, 0-0) Publik: 6664 Löfbergs Arena - Timrå IK - Örebro HK 3 - 5 (1-1, 1-2, 1-2) Publik: 2837 NHK Arena - Malmö Redhawks - Mora IK 7 - 1 (3-0, 2-1, 2-0) Publik: 5099 Malmö Arena - Luleå HF - HV71 3 - 2 (1-1, 1-1, 0-0, 1-0) Publik: 5075 Coop Norrbotten Arena - Frölunda HC - Linköping HC 3 - 1 (1-0, 2-0, 0-1) Publik: 9457 Scandinavium 7 mars 2019 - Skellefteå AIK - Timrå IK 7 - 0 (1-0, 4-0, 2-0) Publik: 4387 Skellefteå Kraft Arena - Mora IK - Växjö Lakers 5 - 1 (1-0, 3-1, 1-0) Publik: 3479 Jalas Arena - Örebro HK - Färjestad BK 1 - 4 (0-1, 0-1, 1-2) Publik: 5500 Behrn Arena - Brynäs IF - Malmö Redhawks 4 - 3 (1-0, 3-1, 0-2) Publik: 5215 Gavlerinken Arena - Rögle BK - Djurgårdens IF 5 - 3 (3-1, 1-1, 1-1) Publik: 4462 Lindab Arena - Linköping HC - Luleå HF 0 - 3 (0-0, 0-1, 0-2) Publik: 4785 Saab Arena 8 mars 2019 - HV71 - Frölunda HC 6 - 1 (1-0, 1-1, 4-0) Publik: 6913 Kinnarps Arena 9 mars 2019 - Luleå HF - Linköping HC 4 - 3 (1-3, 1-0, 2-0) Publik: 5755 Coop Norrbotten Arena - Djurgårdens IF - Mora IK 7 - 1 (2-1, 2-0, 3-0) Publik: 7545 Hovet, Johanneshov - Frölunda HC - HV71 6 - 1 (1-0, 3-0, 2-1) Publik: 12044 Scandinavium - Brynäs IF - Rögle BK 1 - 4 (1-0, 0-3, 0-1) Publik: 6234 Gavlerinken Arena - Växjö Lakers - Färjestad BK 1 - 2 (0-0, 0-2, 1-0) Publik: 5614 Vida Arena - Timrå IK - Malmö Redhawks 2 - 1 (1-0, 0-1, 1-0) Publik: 2903 NHK Arena - Skellefteå AIK - Örebro HK 2 - 1 (0-0, 0-0, 1-1, 0-0, 1-0) Publik: 4721 Skellefteå Kraft Arena 12 mars 2019 - Örebro HK - Mora IK 4 - 1 (0-1, 2-0, 2-0) Publik: 5328 Behrn Arena - Djurgårdens IF - Frölunda HC 4 - 2 (1-1, 2-1, 1-0) Publik: 7049 Hovet, Johanneshov - Växjö Lakers - Skellefteå AIK 1 - 2 (0-0, 1-0, 0-1, 0-0, 0-1) Publik: 4509 Vida Arena - Färjestad BK - Luleå HF 3 - 0 (1-0, 1-0, 1-0) Publik: 8250 Löfbergs Arena - Linköping HC - Brynäs IF 3 - 2 (0-1, 2-0, 0-1, 1-0) Publik: 7067 Saab Arena - Timrå IK - HV71 3 - 5 (1-3, 2-0, 0-2) Publik: 3071 NHK Arena - Malmö Redhawks - Rögle BK 3 - 0 (1-0, 1-0, 1-0) Publik: 12600 Malmö Arena 14 mars 2019 - Luleå HF - Växjö Lakers 3 - 2 (0-1, 2-0, 1-1) Publik: 5083 Coop Norrbotten Arena - Mora IK - Timrå IK 5 - 3 (1-2, 1-0, 3-1) Publik: 3565 Jalas Arena - Rögle BK - Skellefteå AIK 2 - 3 (1-0, 1-1, 0-2) Publik: 4624 Lindab Arena - Färjestad BK - Djurgårdens IF 2 - 3 (1-1, 1-0, 0-1, 0-0, 0-1) Publik: 8250 Löfbergs Arena - HV71 - Linköping HC 4 - 0 (2-0, 0-0, 2-0) Publik: 7000 Kinnarps Arena - Malmö Redhawks - Örebro HK 3 - 1 (0-0, 3-1, 0-0) Publik: 5819 Malmö Arena - Frölunda HC - Brynäs IF 5 - 2 (1-2, 2-0, 2-0) Publik: 9881 Scandinavium |